# Aleksandr Nedogoda
Aleksandr Sergeyevich Nedogoda (tiếng Nga: Александр Серге́евич Недогода; sinh ngày 9 tháng 12 năm 1990) là một hậu vệ bóng đá người Nga. Anh thi đấu cho F.K. Torpedo Vladimir.

## Sự nghiệp câu lạc bộ
Anh có màn ra mắt tại Russian Second Division cho FC Tekstilshchik Ivanovo vào ngày 30 tháng 4 năm 2011 trong trận đấu với F.K. Petrotrest St. Petersburg.